# Galesville
Galesville est une ville du comté de Trempealeau, dans l’État du Wisconsin, aux États-Unis. Sa population était de 1 481 habitants lors du recensement de 2010.